# Every Mother's Nightmare (album)
Every Mother's Nightmare è il primo album in studio degli Every Mother's Nightmare pubblicato nel 1990 per l'Etichetta discografica Arista Records.

## Tracce
1. Hard to Hold (Malone, Phipps, Ruhl, Scott) 3:27
2. Ez Come, Ez Go (Malone, McMurtry, Phipps, Ruhl) 3:44
3. Bad on Love (Johnson, Malone, Ruhl, Scott) 3:11
4. Walls Come Down (Crawford, Malone, Ruhl) 5:14
5. Love Can Make You Blind (Crawford, Malone, Ruhl) 5:00
6. Listen Up (Malone, Ruhl) 3:02
7. Dues to Pay (Malone, Ruhl) 2:58
8. Long Haired Country Boy (Daniels) 3:47
9. Lord Willin' (Crawford, Malone, Phipps, Ruhl) 3:20
10. Nobody Knows (Crawford, Malone, Phipps, Ruhl) 5:46

## Lineup
- Rick Ruhl - voce
- Steve Malone - chitarra, cori
- Mark McMurtry - basso, cori
- Jim Phipps - batteria, percussioni, cori